# The Late Late Show with James Corden
The Late Late Show with James Corden (aussi connu sous le nom de Late Late) est une émission  de télévision de fin de soirée américaine animée par James Corden sur la chaîne CBS. Il s'agit de la quatrième et dernière version du Late Late Show. Diffusée du lundi au vendredi soir, y compris à l'étranger en simultané sur la chaîne CTV au Canada, l'émission est enregistrée devant un public en studio du lundi au jeudi après-midi — pendant les semaines où des épisodes de première diffusion sont prévus — à CBS Television City à Los Angeles, Californie, au Studio 56. L'émission est produite par Fulwell 73 et CBS Television Studios.
James Corden a été annoncé comme le nouvel animateur de l'émission le 8 septembre 2014, succédant ainsi à Craig Ferguson, dont la première devait avoir lieu le 9 mars 2015, mais CBS a reporté la première au 23 mars 2015 pour pouvoir utiliser le tournoi de basketball de la NCAA pour promouvoir ses débuts.
Le 4 avril 2017, il a été confirmé que James Corden présenterait The Late Late Show au Royaume-Uni pour trois épisodes spéciaux enregistrés au Westminster Central Hall. C'est la troisième fois dans l'histoire du programme qu'il est diffusé à partir d'un autre pays, Craig Ferguson se rend à Paris en France en 2011 et en Écosse en 2012.
James Corden a annoncé que l'émission tournerait, une fois de plus, une semaine à Londres à partir du 18 juin 2018.
Le dernier épisode de The Late Late show sera diffusé le 27 avril 2023 sur CBS et Paramout +.

## Production
Corden s'est dit « ravi et honoré » et a trouvé « extrêmement excitant... de présenter une émission aussi prestigieuse ». La présidente de CBS, Nina Tassler, a déclaré dans une allocution que James Corden est un « artiste chaleureux, charmant et original dont la diversité de ses instincts créatifs et de ses talents en font une force rare de l'émission ». Tassler a cité le travail de Corden dans des médias tels que le théâtre, le cinéma et la télévision, et l'a qualifié d'aimé et de respecté. L'émission continue à être produite à CBS Television City à Los Angeles.
Corden a fait une apparition surprise dans l'émission du prédécesseur Craig Ferguson le 16 décembre 2014, deux jours avant la dernière émission de celui-ci en tant qu'animateur, au cours de laquelle les deux ont brièvement discuté de la prise en charge de l'émission par Corden. Il est aussi apparu dans un épisode, en tant qu'observateur, animé par Judd Apatow, déclarant vouloir « apprendre de ses erreurs ».
Contrairement à ses prédécesseurs[réf. nécessaire], le Late Late Show de Corden a un groupe en résidence, surnommé Karen, dirigé par Reggie Watts. Celui-ci y officie comme chanteur principal, claviériste, beatboxing. Watts est également voix off et programmateur musical de l’émission,. Les autres membres du groupe sont Tim Young à la guitare, Steve Scalfatti aux claviers, Hagar Ben Ari à la basse et Guillermo E. Brown à la batterie. Le générique de l'émission, qui devait à l’origine être réalisée par J.J. Abrams, a été filmée par l’agence de production audiovisuelle Trollbäck + Company. Watts et le Late Late Show Band ont composé la chanson-thème. Selon le Daily Mail : « James Corden espère que le générique le montrera faire du BMX dans Los Angeles, avec des invités qui le rejoindront pour aller ensemble au studio CBS ». Les producteurs exécutifs sont Rob Crabbe et Ben Winston. Le résultat final montre James Corden et Reggie Watts qui font un tour dans Los Angeles, à bord d'une Lowrider, en vélo à LED, quelques graphiques et du light painting avec des bâtons lumineux. Trollbäck + Company ont déclaré sous la vidéo : « James Corden et Reggie Watts mettent LA dans une série d'images drôles pour le Late Late Show, filmée dans Los Angeles pour la nouvelle identité du Late Late Show. James Corden, voulait, initialement que J.J. Abrams le filme pendant que Reggie compose une chanson avec Mark Ronson. Nous avons été honoré de prendre la place de J.J., qui a été occupé à tourner un blockbuster ! Nous avons réussi a tourner en une nuit avec les vélos à LED, la Lowrider,  et un bâton de lumière, créant un cadre visuel éclectique pour cette nouvelle émission expérimentale »

## Épisodes

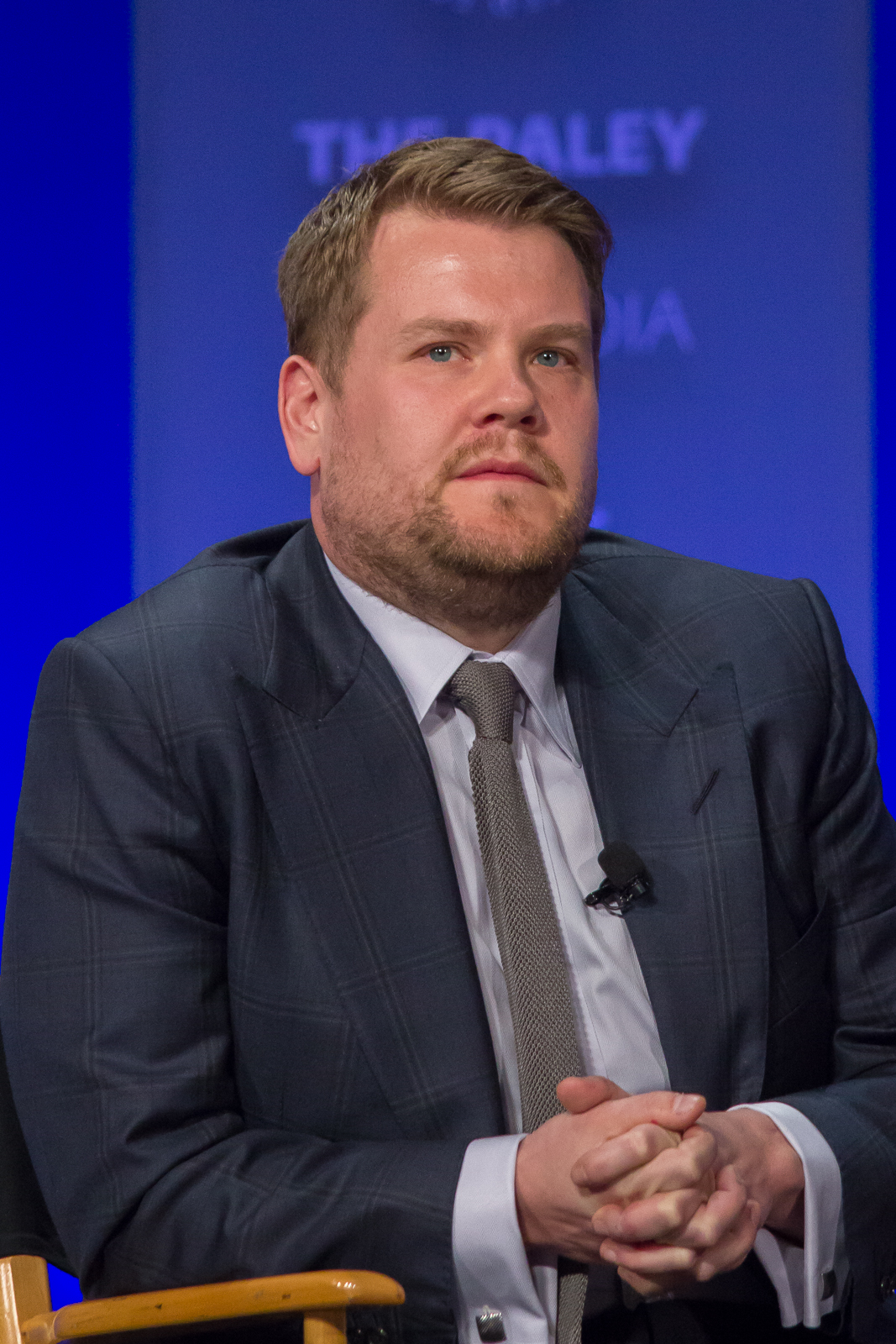
James Corden en 2015

Tom Hanks et Mila Kunis ont été les premiers invités de Corden le 23 mars 2015, pour le premier épisode mettant en vedette Corden et Hanks jouant et chantant leur vie dans une rétrospective de la carrière de Hanks. Plus tard, à la demande de Hanks, Corden a fait un coup de force en faisant admettre à Mila Kunis qu'elle et Ashton Kutcher sont mariés, mais une source a affirmé plus tard qu'elle plaisantait simplement. L'épisode a attiré 1,66 million de téléspectateurs, ce qui représente la plus grande écoute de l'émission depuis plus de trois ans.
Les premiers épisodes de l'émission ont été diffusés pendant la nuit en semaine jusqu'à mai 2015, à partir de la semaine du 25 mai, l'émission a modifié les horaires de production des épisodes, ainsi, quatre épisodes sont diffusés la semaine (différant du programme précédent, qui enregistrait les épisodes le vendredi, qui était aussi un jour de diffusion ou bien en avance en enregistrant le jeudi). L'épisode du vendredi consiste à rediffuser un épisode récent, comme cela se fait dans les autres talk-show (à l'exception de Late Night with Stephen Colbert et The Tonight Show Starring Jimmy Fallon qui continuent à produire les épisodes la nuit, diffusant sur plusieurs chaînes du câble et ne diffusent pas d'épisodes le vendredi). Durant la semaine de début de Corden, Late Night with Seth Meyers bat le Late Late show en audience durant le créneau de minuit avec un rythme hebdomadaire.
L'épisode du 20 mai 2015 suit l'épisode final de l'émission Late Show with David Letterman, qui a été l'épisode le plus noté de l'histoire du Late Late show avec une audience de 4 millions de téléspectateurs pour une note de 2,5/5. Le Late Late Show a commencé 20 minutes en retard dû au dernier épisode de David Letterman. Au début de l'épisode, Corden et Sting ont chanté Every Breath You Take depuis le Ed Sullivan Theater et Corden a fait un monologue d'ouverture avec un top 10 en hommage à Letterman (quand Letterman débutait son monologue d'ouverture, il commençait toujours par un top 10).
Le 28 février 2019, Corden annonce le retour des Jonas Brothers en publiant un extrait du prochain Carpool Karaoke qui les met en vedette. Ce jour-là, ils ont également annoncé une semaine spéciale (à partir du 4 mars, les Jonas Brothers sont invités pour toute la semaine, ils ont appelé l'émission « Late Late Jonas »).

## Séquences récurrentes
- Carpool Karaoke : une séquence où James et des invités chantent leurs chansons tout en conduisant sur un itinéraire prévu, habituellement à Los Angeles. Corden a expliqué que la séquence était inspirée d'un sketch sur le thème de Gavin & Stacey auquel il avait participé pour le Red Nose Day en 2011 à la télévision britannique, dans lequel il chantait avec George Michael dans une voiture et déclare « Ben Winston et moi avons toujours pensé qu'il y avait quelque chose de très joyeux dans le fait de chanter des chansons très connues dans une situation ordinaire. On vient d'avoir cette idée : Los Angeles, la circulation, le covoiturage, c'est peut-être quelque chose qu'on pourrait faire ». Les séquences, ont présenté des artistes tels que Lady Gaga, Foo Fighters, Britney Spears, Take That, Chris Martin, Selena Gomez, Iggy Azalea, Justin Bieber, Stevie Wonder, Paul McCartney, One Direction, Adele, Barbra Streisand, Demi Lovato, Mariah Carey, Sia, Harry Styles, Katy Perry, Bruno Mars, Ed Sheeran,BTS, Ariana Grande, et les Red Hot Chili Peppers, ont été populaires comme vidéos sur YouTube sur la chaîne du Late Late Show[19],[20],[21]. La séquence du Carpool Karaoke avec la chanteuse Adele comme invitée, est devenue la vidéo la plus virale depuis 2013 avec 42 millions de vues en seulement 5 jours[22]. La séquence avec la Première Dame des Etats-Unis Michelle Obama (qui a été rejointe par Missy Elliott), sortie le 20 juillet 2016 est aussi devenue virale, atteignant les 55 millions de vues en mai 2017[23]. Le 29 mars 2016, CBS a diffusé, en première partie d'émission, des best of du Carpool Karaoke, ainsi qu'une nouvelle édition avec Jennifer Lopez[24]. Cet épisode spécial a remporté un Emmy Awards en 2016[25]. La popularité de cette séquence sur internet conduit à produire deux nouvelles séries. En juillet 2016, il est annoncé que Apple Music diffusera une série basée sur le Carpool Karaoke de James Corden qui se nommera Carpool Karaoke : La série[26]. La décision est prise après que Spike a annoncé de diffuser une série inspirée de cette séquence, intitulée Carpool Showdown qui serait animée par Craig Robinson[27].
- Drop the Mic : James Corden et un invité s'échangent des insultes dans une battle de rap scénarisée. Les invités qui ont participé sont : David Schwimmer, Rebel Wilson, Cara Delevingne, Dave Franco, Kevin Hart, Anne Hathaway et Riz Ahmed[28]. En août 2016, TBS demande une version de Drop The Mic en série sur CBS. La première a été diffusée en 2017 avec James Corden, Ben Winston et Jensen Karp comme producteurs[29].
- The Bold and the Lyrical : James Corden et plusieurs invités jouent une scène d'un feuilleton dramatique en utilisant les paroles des musiques populaire du moment[30],[31],[32]
- Riff-Off : James Corden défie les invités sur une battle de voix a cappella avec l'aide du groupe The Filhamonic. Les invités qui ont participé sont : Anna Kendrick, Shawn Mendes, Neil Patrick Harris, Demi Lovato, Jamie Foxx, Ansel Elgort, Liam Payne, Luke Evans, Queen et Usher[33],[34].
- Take a Break : James essaie de faire le métier d'un ouvrier en leur donnant une pause. Pendant cette séquence, James a déjà travaillé à Planet Hollywood Resort and Casino, Walmart[35].
- Crosswalk the musical : James et ses invites se rendent sur un passage piétons en faisant une sorte de Flash mob tout en dansant sur des musiques de Comédie musicale.
- Celebrities noses : James essaie de parler du nez d’une célébrité mais est coupé par une voix off jusqu’à la fin de la séquence[36].
- Aftershows : En 2015, pendant l’été, CBS rediffusait des séries dramatiques telles que Mentalist ou Hawaï Five-0 juste avant le Late Late Show. James et ses invités parlent de la rediffusion des épisodes en les parodiant et les intitule Talking Mentalist ou Talking Hawaï 5-0.
- Spill Your Guts or Fill Your Guts : James et ses invités jouent à un jeu de questions-réponses. Les invités répondent à des questions très embarrassantes, de l'auto-dérision ou très controversées. Toutefois, les invités peuvent choisir de ne pas répondre à une question mais ils doivent manger des plats variés comme de la nourriture ignoble, comme des insectes, des liquides biologiques, des abats ou des organes d'animaux[37].
- Flinch : James et ses invités participent à un jeu où des fruits sortent d'un canon télécommandé, conçu avec le visage de James collé dessus, dirigé contre l'un des invités qui se tient debout derrière une vitre en verre. Pendant ce temps, James leur pose des questions en essayant de les faire sursauter en tirant un fruit sur eux pendant qu'ils parlent. Le gagnant est celui qui ne sursaute pas[38].
- Were You Paying Attention ? : James pose une question à un spectateur à propos de l'émission. Si le spectateur fait une mauvaise réponse, alors il doit quitter le plateau en chantant All by Myself et est remplacé par un autre spectateur qui attend en dehors du plateau[39].

## Awards et Nominations

### Primetime Emmy Awards
| Année | Catégorie                            | Nominations | Résultat   | Ref.   |
| ----- | ------------------------------------ | --- | ---------- | ------ |
| 2016  | Meilleure émission de divertissement | James Corden, Rob Crabbe, Ben Winston, Mike Gibbons, Sheila Rogers, Michael Kaplan, Jeff Kopp, Josie Cliff and David Javerbaum | Nomination | [ 40 ] |
| 2017  | Meilleure émission de divertissement | James Corden, Rob Crabbe, Ben Winston, Mike Gibbons, Sheila Rogers, Michael Kaplan, Jeff Kopp, Josie Cliff and David Javerbaum | Nomination | [ 40 ] |
| 2018  | Meilleure émission de divertissement | The Late Late Show with James Corden                                                                                           | Nomination | [ 40 ] |
| 2019  | Meilleure émission de divertissement | The Late Late Show with James Corden                                                                                           | Nomination | [ 40 ] |

### Creative Arts Emmy Awards
| Année | Catégorie                                                                 | Nominations | Résultat   | Ref    |
| ----- | ------------------------------------------------------------------------- | --- | ---------- | ------ |
| 2016  | Meilleure émission spéciale de variété                                    | The Late Late Show Carpool Karaoke Primetime Special; Rob Crabbe, Ben Winston, Mike Gibbons, Sheila Rogers, Michael Kaplan, Jeff Kopp, Josie Cliff and James Corden                                                      | Lauréat    | [ 40 ] |
| 2016  | Meilleure réalisation pour une émission de divertissement                 | Tim Mancinelli (Episode: "Post-Super Bowl Episode") | Nomination | [ 40 ] |
| 2016  | Meilleure réussite en télévision interactive dans un programme spécifique | James Corden, Ben Winston, Rob Crabbe and Adam Abramson | Lauréat    | [ 40 ] |
| 2018  | Meilleure réalisation pour une émission de divertissement                 | Tim Mancinelli (Episode: "Episode 0416") | Nomination | [ 40 ] |
| 2018  | Meilleure réussite en télévision interactive dans un programme spécifique | James Corden, Ben Winston, Rob Crabbe, Adam Abramson and Tyler White | Nomination | [ 40 ] |
| 2018  | Meilleure chorégraphie                                                    | Chloe Arnold | Nomination | [ 40 ] |
| 2019  | Meilleure réussite en télévision interactive dans un programme spécifique | James Corden, Ben Winston, Rob Crabbe, Adam Abramson and Tyler White | En attente | [ 40 ] |
| 2019  | Meilleure direction technique, cadrage et vidéo pour une série            | Oleg Sekulovski, Taylor Campanian, Joel Binger, Scott Daniels, Peter Hutchinson, Michael Jarocki, Adam Margolis, Mark McIntire and Jimmy Verlande (for "Post AFC Championship Show with Chris Pratt and Russell Wilson") | En attente | [ 40 ] |

### Critics' Choice Television Awards
| Année | Catégorie          | Nominations                          | Résultat   | Ref    |
| ----- | ------------------ | ------------------------------------ | ---------- | ------ |
| 2014  | Meilleur Talk-Show | The Late Late Show with James Corden | Nomination | [ 41 ] |
| 2015  | Meilleur Talk-Show | The Late Late Show with James Corden | Nomination | [ 41 ] |
| 2016  | Meilleur Talk-Show | The Late Late Show with James Corden | Lauréat    | [ 41 ] |
| 2017  | Meilleur Talk-Show | The Late Late Show with James Corden | Nomination | [ 41 ] |

## Diffusion
Au Royaume-Uni et en Irlande, depuis 2016, l'émission est diffusée par le bouquet Sky en service « à la demande » sur la chaîne Now TV avec chaque épisode disponible le jour après la diffusion aux États-Unis. Les cliens Sky Q peuvent aussi visionner du contenu de l'émission dans la section « Vidéo en ligne ». Les épisodes marquant de la semaine sont aussi disponibles sur la chaîne Sky One.
Au Canada, l'émission est diffusée sur CTV et en simultané sur CBS. Le programme était initialement diffusé sur la chaîne CTV Two mais a été déplacé sur la chaîne CTV Network le 8 février 2016, interverti avec l'émission Late Night with Seth Meyers.
En Australie, l'émission a été achetée par la chaîne australienne partenaire de CBS, Network Ten. La première diffusion a eu lieu sur la chaîne sœur de Network Ten appelée Eleven (maintenant 10 Peach) le 24 mai 2015.
En Asie, l'émission a été diffusée pour la première fois le 3 août 2015 sur la chaîne RTL CBS Entertainment. Toutes les nuits de la semaine, l'émission est diffusée juste après The Late Show with Stephen Colbert
En France, l'émission a été diffusée pour la première fois le 7 septembre 2016 jusqu'en 24 août 2018 sur la chaîne MCM[réf. nécessaire]